# Джанго (співак)
Джа́нго (справжнє ім'я — Олексі́й Вікторович Підду́бний) — російський співак, композитор, музикант і аранжувальник. Лідер та керівник однойменної групи «Джанго».
Фігурант бази «Миротворець». Активно підтримує політику президента РФ Путіна, вважає українців та росіян одним народом. У 2022 році підтримав російське вторгнення в Україну, заявивши, що необхідно «викорінити саму ідею українства».

## Шлях до визнання
Свій псевдонім киянин Олексій Вікторович Піддубний отримав наприкінці 1980-х, під час служби в армії, за любов до гри на гітарі, у тому числі й п'єс знаменитого європейського гітариста Джанго Рейнхардта.
З 2004 року ім'я Джанго об'єднує також гурт музикантів-однодумців, що виконують композиції свого творчого лідера. Це Олексій Герман (клавішні інструменти, труба), Володимир Письменний (гітара), Сергій Горай (бас-гітара).
На сьогодні Джанго добре відомий в Україні та в Росії. Його пісні звучать в радіоефірі, він частий гість на телебаченні, учасник російських та українських фестивалів («Нашествие», «Наши в городе», «Таврійські ігри», «Гнездо»).
В червні 2005 року гурт Джанго був єдиним українським представником на фестивалі на підтримку країн третього світу «Live 8» (Москва, Червона площа), що проходив в одинадцяти містах планети за участі світових зірок.
Музикою Олексій Піддубний займається з дитинства. Закінчив музичну школу по класу гітари, в армії грав в духовому оркестрі. Пошуки свого місця у світі сучасної музики в наступні роки вилилися для нього в співробітництво з декількома гуртами як музиканта й аранжувальника, створення своїх англомовних проектів, написання пісень для популярних українських та російських виконавців. Потім і в музиці, і у віршах, тепер вже російською мовою, з'явилося те своє, неповторне, що і виділяє на сьогодні голос Джанго у величезному хорі виконавців рок і поп-музики.
«Я намагаюся не писати слів лише задля того, щоб заповнити ними простір. У кожному разі, це якийсь потік інформації, передусім душевний. Голова відповідає лише за 10 % того, що відбувається, вона потрібна лише для того, щоб букви розрізняти. Просто відчуваєш якийсь нерв пісні, іноді кілька рядків визначають увесь зміст, чіпляють за живе. А у підсумку може винести в зовсім інше місце, а ці рядки, що задали тон усій пісні, взагалі в неї не ввійдуть.
З музикою так само: якщо мелодія хороша, вона приходить відразу цілим шматком. Потім можна відточувати, змінювати звуки, але головне — це фактура, вона повинна бути яскраво вираженою, а не якимось бурмотінням під акорди. Я захоплююся мелодіями Мішеля Леграна, вибудованими на 16 тактів, або Елтона Джона, він також майстер таких речей».
Особисту стилістичну нішу Джанго трактує як «romantic rock» обмовляючи при цьому можливість розглядати його твори і як поп-музику — «у гарному значенні цього слова».
Акустичні квартирні виступи зі своїм традиційним складом і саксофоністкою Лєною Філіповою чергуються з іншими музикантами.

## Погляди
Під час російсько-української війни Джанго на фестивалі «Нашестя» у Росії 6 липня 2014 року заявив, що Україна веде війну проти свого народу..
У лютому 2015 року виступив з концертом для луганських російських терористів з нагоди так званого «Дня захисника Вітчизни» (рос. День защитника Отечества) 23 лютого та побував разом із терористами так званої «ЛНР» на зруйнованому Луганському летовищі.
Його погляди на події 2013—2016 років в Україні пов'язані в першу чергу через особливе відношення до Другої світової війни і в цьому контексті — велика довіра до пропаганди Росії. Він заявив, що: 
| Я вважаю, що зараз найголовніше — максимально зміцнювати Росію, тоді все буде добре у всіх[2]. |
У листопаді 2016 року Джанго разом із ватажком терористів угруповання «ДНР» Олександром Захарченком виступив на концерті лідера групи «Ва-Банк» Олександра Скляра в Донецьку, заспівав пісню «Давай закурим». 28 листопада 2016 року Джанго дав концерт в окупованій терористами так званої «ДНР» Горлівці.
Під час відвідин так званої «ДНР», виступав на концерті до «дня республіки», у березні 2016 року побував разом з терористами так званої «ДНР» на зруйнованому міжнародному летовищі «Донецьк».
Композиції Джанго увійшли до музичного альбому «Ми не залишимо міста свої», презентація якого відбулась 9 травня 2017 року в окупованому терористами так званої «ДНР» Донецьку.

## Дискографія
Проривом творчості Джанго до масового слухача став вихід у березні 2005 року блокбастера, що набув великого розголосу, «Бій з тінню», фінальною піснею якого стала «Холодная весна» — єдина з репертуару групи, текст якої написаний не самим Олексієм Піддубним, а в співавторстві з київським поетом Олександром Ободом. Тоді ж, у березні-квітні 2005 року, в Україні та в Росії вийшов дебютний альбом Джанго («Была не была», Ukrainian records) з десяти пісень. Альбом був перевиданий у 2007 році з трьома новими піснями («Гуляй-гроза», «Серебрится дорога», «До свиданья, Лондон») і двома бонус-треками.
Альбом «Была не была», 2007 рік
1. Гуляй-гроза
2. Серебрится дорога
3. До свиданья, Лондон
4. Была не была
5. Вчера, сегодня, завтра
6. Папаган
7. Холодная весна
8. Сожги это фото
9. Возвращайся, ты слишком далеко
10. Венгерка
11. Пальтецо
12. Тринадцать серебряных лун
13. Метель
14. Bonus track: Дорогой длинною
15. Bonus track: Возвращайся, ты слишком далеко (RMX by Shura Molotov 20)

## Відео
За чотири роки роботи гурту випущено сім кліпів:
- Папаган (режисер Іван Цюпка, Сергій Стамбовський)
- Венгерка (режисер Олександр Шапіро)
- Холодная весна (режисер Валерій Макущенко)
- Была не была (режисер Олександр Солоха)
- Возвращайся, ты слишком далеко (режисер Володимир Якименко)
- Гуляй-гроза (режисер Віктор Придувалов)
- Возвращайся, ты слишком далеко — з Катериною Гусєвою (режисер Віктор Придувалов)

## Музика Джанго у кіно
Чотири пісні Джанго стали саундтреками:
1. Папаган — серіал «Солдати»
2. Холодная весна — фільм «Бій з тінню»
3. Возвращайся, ты слишком далеко — фільм «Утікачки»
4. Венгерка — фільм «Остання репродукція»